# 인레이와 온레이

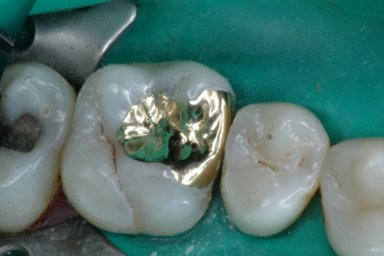
금 인레이

치과 진료에서 인레이(inlay)는 일반적으로 고체 물질로 이루어진 간접 수복물이다. 금 인레이, 복합 레진 인레이, 도재 인레이, 지르코니아 인레이 등이 있다. 인레이는 미술에서 상감 기법을 말한다.
온레이(onlay)는 치아를 싸는 금으로 된 가피를 뜻한다.

## 금 인레이
금 인레이(gold inlay)란 주조 금 수복(cast gold restoration)의 한 종류로써, 우식을 제거한 후 생긴 와동을 수복하기 위한 수복물이다. 주조 금 수복에는 금 인레이(gold inlay)와 금 온레이(gold onlay)가 있다. 금 인레이는 환자의 구강 외에서 금 합금을 주조하여 치아에 시멘트로 합착하는 간접 수복 방식이다. 오랜 역사 동안 성공적으로 사용되어 온 고전적이고 보편적인 수복물로서, 현재까지 주조 금 수복물의 물리적 성질을 능가할 만한 수복재료는 아직 나타나지 않았다. 금 이외에 레진과 아말감 등 다양한 치과 재료들이 있지만 그 재료들을 이용한 치아 수복은 교합력이 많이 가해지는 부위에 적합하지 않으며, 치아의 해부학적 형태를 세밀하게 재현해 내는 데는 어려움이 있다. 그러므로 다른 수복물의 단점을 보완하고, 강한 교합력을 견디며 치아의 열팽창 계수와 유사하고 예후가 좋은 금 합금을 많이 사용하고 있다.
금 인레이와 유사한 수복법인 금 온레이(Gold Onlay)는 '구치부의 근원심면을 포함하여 모든 교두를 덮는 수복 방법'이라는 점에서 금 인레이와 다르다.

### 역사
1897년 Philibrook에 의해 금 인레이의 매몰 주조 기술이 많이 향상되었지만 오래전부터 내려오던 매몰 주조 방식에서 크게 벗어나지 않았다. 1907년 Taggart에 의하여 금 인레이가 치아 수복에 있어 널리 보급되었다. 오늘날 금 인레이 제작을 위한 매몰 주조 기술은 매우 발전하여 형성된 와동과 주조 수복물이 긴밀한 적합을 이루고 있으며, 이는 인상재의 발전과 연관되어 있다. 금 인레이는 보존적인 2급 와동의 치료 방법으로, 치과적 재료의 발전과 예방지향적인 치과진료에 의해 과거에 비해 사용빈도가 감소하였지만 오랜 시간 동안 성공적으로 사용되어 오고있다.

### 적응증[5]
- 마모가 심한 치아
- 넓은 우식 병소를 가지고 있는 치아 : 아말감이나 복합레진으로 수복하기에는 잔존 치질의 지지가 부족할 경우
- 아말감 수복물의 2차 우식 (특히, 2급 와동) : 기존 아말감 수복물 주위로 2차 우식이 생겨 병소가 클 경우 금 수복으로 대체한다.
- 고정성 수복물이나 가철성 의치의 지대치로 사용하는 경우
- 약해진 치아의 잔존 치질을 보호해야 할 경우
- 이종 금속 사용 시 문제가 될 경우 : 대합치에 이미 기존의 주조 금 수복물이 있는 경우에는 이종 금속 사이의 갈바닉 부식(Galvanic Corrosion-전해질 용액 속에서 이종 금속이 접촉되어 그들 사이에 전위차가 있을 때 발생하는 부식)이 일어나지 않도록 동종의 수종방법 선택
- 인접면 형태나 교합 접촉(occlusal contact)을 정교하게 맞추어야 하는 경우
- 적절한 외형을 형성해 주어야 하는 경우

### 금기증[6]
- 작고 얕은 와동 (1급 와동 - 소와 열구를 포함한 구치부의 교합면 와동, 상악 전치부 설측(설면결절)에 위치한 와동)
- 심미성이 요구되는 전치 또는 소구치
- 우식 활성도가 높은 치아
- 교합면과 인접면 이외에도 협설면에 우식이나 수복물이 있는 경우
- 치아우식 발생 정도가 불확실한 소아 및 청소년 환자

### 술식[7][8]
인레이는 충치를 제거한 후 인상채득을 한 뒤 형성된 와동에 맞는 모형을 기공소에서 직접 만들어 와동에 끼워넣는 간접 수복물이므로 최소 두번의 내원이 필요하다.

#### 1차 내원
1. 국소마취(local anesthesia) : 금 인레이(Gold inlay) 와동형성은 아말감(amalgam) 와동에 비해 깊고 광범위하므로 가능한 한 마취하에서 시행한다.[9]
2. 와동형성(Cavity preparation) : 형성시 치수쪽에서 교합면쪽으로 와동이 약간 벌어지도록 형성하여 수복물의 삽입과 제거가 용이하도록 하고, 변연(테두리)에서는 사면(bevel)을 형성한다.
3. 인상채득(Impression taking) : 와동형성한 치아의 인접치 2개 정도를 포함하여 파셜 스탁 트레이(partial stock tray)를 이용해 러버(rubber) 인상재나 아가(agar)로 인상을 얻고 대합치는 알지네이트(alginate) 인상을 채득한다.[10]
4. 교합채득(Bite registration) : 부가중합형 실리콘을 이용해 대합치와의 교합관계를 얻는다.
5. 임시수복(Provisional restoration) : 아크릴 레진 또는 새로이 개발된 임시 수복레진으로 임시 치관을 제작한다.

#### 2차 내원
1. 임시 수복물의 제거 및 치면세마 : 임시 수복물을 제거하고, 러버컵(rubber cup)과 연마제(pumice)를 이용해 치면과 와동 내부를 연마한다.
2. 시적
  1. 작업모형상에서 미리 결손부와 변연 부위를 확인한다.
  2. 치아에 시적, 인접 접촉점 너무 조일시 러버휠 이용해 조절한다.
  3. 접촉강도는 치실을 이용해 검사하고 저항감 있게 접촉부위를 통과해야한다.
  4. 내면 적합도의 검사는 주조체 내 밝게 빛나는 부위로 표시된 곳을 삭제하거나 주조체 내면에 disclosing media 나 fit checker 등을 도포해 시적한 후 제거했을 때 벗겨져서 금이 보이는 부위를 확인해 수정한다.
  5. 손으로 주조물을 안착시켰을 때 변연에서 0.2mm의 범위까지 안착이 되면 거즈를 제거하고 저작압을 이용해 완전히 장착시킨다.
  6. 인레이가 치아 와동에 적절히 안착되면 교합지(articulating paper)와 심스탁(shim stock)을 이용해 교합조정을 한다. 심스탁은 교합접촉의 유무 또는 그 정도를 측정하기 위해 사용한다.
  7. 교합조정이 끝나면 변연 증진을 위해 ball 또는 beavertail 버니셔로 변연을 문질러 마무리 한다.
3. Hook의 제거 : 영구 접착시, 디스크(disk)를 이용해 훅(hook)을 제거하고 최종 연마(final polishing)를 시행한다.
4. 주조체의 초음파 세척 및 소독
5. 합착
6. 교합 재확인 후 필요시 조절 : 교합지(articulating paper)를 이용해 검토한다.
7. 2차 우식과 치주질환 예방 목적으로 환자에게 적절한 구강위생교육을 실시 : 일시적으로 술후 민감증이 발생할 수 있으나 정상적으로는 1~2주 사이에 회복이 된다.

### 기공 작업 과정[11]
1. 작업모형 및 개별 모형(die) 제작 : 석고 붓기(stone pouring)와 모형(die) 형성
2. 교합기에 작업모형 설치(mounting) : 작업모형을 교합기에 부착한다. 한두 개의 금 인레이를 제작할 때에는 수직운동만이 가능한 단순한 경첩교합기(Hinge articulator)를 사용하기도 한다.
  1. 먼저, 한 쪽 악을 석고를 이용하여 경첩교합기에 임의로 부착한다.
  2. 부착된 악에 교합관계의 기록을 위치시킨다.
  3. 여기에 대합악의 치열을 맞춘 후 석고로 부착한다.
  4. 석고는 경화하면서 팽창(경화팽창)하므로 완전히 굳을 때까지 고정된 상태를 유지하도록 끈, 고무줄 등으로 교합기 전체를 묶어 둔다.
3. 납형(왁스 주형,wax pattern) 제작 및 주입선 핀(spure pin)의 부착. 직접법과 간접법으로 나뉜다. 납형을 제작할 때에는 임상에서 인레이를 시적할 때 손잡이로 사용할 수 있도록 작은 손잡이(Hook)를 부착한다.
  1. 직접법 : 환자의 구강에서 직접 납형을 제작하는 것으로 간단한 와동에서 사용
  2. 간접법 : 인상채득으로 작업모형을 제작하여 구강 밖으로 납형을 제작하는 방법, 해부학적 형태를 부여하기 쉽고 환자의 진료시간을 줄일 수 있기 때문에 임상에서 일반적으로 사용하는 방법이다.
4. 매몰(investing) : 납형에 주조로를 부착하여 개별 모형에서 제거한 후 주조링 속에 매몰한다. 용광로에서 소환과정을 거친 후 금 합금을 응용하여 원심주조법에 의해 주조한다.
5. 소환(burn out)
6. 주조(casting)
7. 마무리 및 연마

### 주조 금 수복물의 합착 과정[12]
1. 시술부위 청결 및 격리, 방습
2. 접착용 시멘트 혼합
3. 접착용 시멘트를 와동 변연부 및 주조물 내면에 담기
4. 주조물을 와동에 삽입
5. 환자에게 입을 다물게 하여 와동에 수복물이 완전히 장착
6. 탐침으로 변연을 확인하며 완전히 장착되었는지 확인
7. 완전히 굳을때까지 환자에게 일정한 힘을 주어 다물고 있도록 지시
8. 접착용 시멘트가 완전히 굳은 후 변연부 여분의 시멘트를 제거
9. 교합 상태를 확인하고 교합 조정 필요시 재조정 실시
10. 2차 우식과 치주질환의 예방을 위해 구강위생교육 실시

### 시술시 고려사항[13]
치질의 보존
- 가능한 치질을 보존할 수 있도록 치아를 삭제하는 것이 바람직하다. 치질의 보존이 시행된다면 잔존 치질의 강도를 최대화 할 수 있고, 술 후 민감증 과 치수 질환을 감소시키며, 치아 파절의 가능성을 줄일 수 있다.
- 와동의 폭이 교두간 거리의 2/3 이상인 경우 교두를 보호하기 위해 인레이 보다는 온레이나 다른 치관외 수복물을 고려해야 한다.
- 여분의 시멘트를 제거 한 다음에는 반드시 방사선 사진을 찍어서 변연 적합도와 치은 연하에 여분의 시멘트가 남아있지는 않은지 확인해야 한다.

치수의 보존
- 치아를 삭제하기 전에 치수생활력 검사와 방사선 사진 검사를 통해 먼저 치수를 검사를 한다.
- 가장 좋은 치수 보호는 충분한 두께의 건전한 상아질층이다.
- 와동을 stopping으로 채우거나 임시 합착제로 채우는 경우, 기계적인 물성이 좋지 않아 탈락되거나 파절될 가능성이 높다. 밀폐가 확실하지 않으면 세균의 침투와 치수 괴사를 유발할 수 있다.[14]

치은의 보존
- 수복물의 변연은 치은 열구 속으로 0.5 mm~1.0 mm 이상 들어가지 않게 하거나 치은 열구의 기저부에서 1 mm 이상 상방으로 형성하는 것이 좋다.
- 치은 연하 변연이 치은의 건강에 많은 위해작용을 하므로 상황이 허용하는 한 finish line은 치은연상에 부여해야 한다.
- 치아우식, 이전 수복물, 파절, 치근부 과민증 또는 임상 치관 길이가 짧은 경우에는 치은 열구 속으로 finish line을 부여해야 하는데, 이때 치은 조직의 손상을 줄이기 위해 조심해야 한다.
- finish line 형성의 마지막 단계에서는 치은 퇴축사를 이용해 연조직 손상을 방지할 수 있다.

### 장점[15][16][17][18]
1. 강도가 큰 재료이므로 파절 위험이 적고 교합압에 충분히 저항하여 유지력이 좋다.
2. 간접법을 통해 제작되므로 적절한 외형과 교합을 형성하기가 비교적 쉽다.
3. 마모도가 법랑질과 유사해 대합치의 마모가 적고, 수복물의 변형이 적다.
4. 구강 내 타액에 용해되거나 부식되지 않는다.
5. 치아와 유사한 열팽창 계수를 가지고있어 온도변화로 인한 미세누출이 적다.
6. 인접면을 연마하기 용이하여 평활한 표면을 얻을 수 있다.
7. 복잡한 형태의 와동도 조작이 편리하다.
8. 부식과 파절이 적어 오래 유지된다.
9. 금은 연성, 전성이 우수하여 수복시 미세부 재현성이 우수하다.

### 단점[19]
1. 치아의 색과 달라 심미성이 떨어진다.
2. 와동을 협측, 설측으로 벌어지게(쐐기 효과, wedging effect)할 때, 치아의 파절이 일어 날 수 있다.
3. 금속성의 성질로 인하여 열전도율이 커서 온도에 대해 민감성이 나타나므로 적절한 기저재가 필요하다.
4. 와동면에 접착성이 없기 때문에 합착재가 반드시 필요하다.
5. 와동형성 시 다른 수복물에 비해 유지형태를 얻기가 힘들다.
6. 최소한 두 차례의 내원이 필요하며 와동형성부터 수복물 완성까지의 기간이 오래 걸린다.
7. 가공료, 재료비가 포함되어 직접수복에 비해 치료비가 비싸다.

### 수명
금 인레이의 연간 실패율을 살펴보면 1.2%로 금 수복물의 임상적 성공율은 다른 수복물에 비하여 높게 보고 되고 있다. 와동의 크기에 따라 크기가 작은 1면 와동의 경우 평균22년, 2-3면을 포함한 와동의 경우 14년의 수명이 보여진다. 그러나 금인레이 3,0000 증례의 10년 관찰결과, 1급 와동의 경우 76%의 성공율을 보였고 2급 와동의 경우 83-87%의 성공율이 보고되는 등, 1급과 2급 와동의 성공율에서는 상이한 차이를 나타내지만 대개의 통계보고에서 10년 이상의 성공율을 갖는다. 이러한 결과로 치과적 재료로써 금은 오랜기간동안 사용되어 왔으며 이를 능가할 재료는 아직 없다.

### 실패유형
금 인레이는 와동형성에서부터 인상채득, 왁스 주형 제작, 매몰, 주조의 과정을 거치면서 모든 단계에서 실패의 원인이 나타날 수 있다. 실패원인별 빈도는 불충분한 유지형태(33%), 근관치료(30%),재발성 우식(28%), 불충분한 변연적합성(3%), 발치(1%) 등의 순으로 나타난다.
1. 와동의 불충분한 유지형태 : 기본적인 유지형태는 치아의 장축에 평행한 수직벽의 taper 정도에 따른 마찰력에 의해 결정된다. 왁스의 제거, 주조체의 착탈과 합착을 위해 taper는 필요하며 기본적인 divergence angle은 각 수직벽당 2-5°이다.
2. 재발성 우식 : 잔존우식의 불충분한 제거, 변연에서의 미세누출의 발생으로 인한 수복물 하방에서 2차 우식이 발생한다. 수복물 탈락과 치수병변의 원인이 되며 인레이 수복의 주된 실패원인이다.
3. 잔존치질의 파절 : 과도한 치아삭제와 부적절한 와동형성과 취약한 잔존치질로 인하여 수복물 주변치질의 파절이 나타난다.
4. 불충분한 변연적합성 : 와동형성후 최종 변연의 정리 및 사면형성에 문제가 있는 경우 변연주변치질의 파절과 누출이 발생한다.

### 커스프 캡핑
기존의 수복물을 대체하고 와동의 범위가 큰 경우, 교두나 능선의 잔존치질이 약화되어 보강이 필요한 경우에는 교두를 덮어주는 커스프 캡핑(cusp capping, gold onlay)이 필요하다. 교합력을 분산시켜 응력의 집중을 막고 교합접촉부에 위치하는 변연을 연장함으로써 실패원인을 제거할 수 있다. 금 인레이는 치관을 모두 포함하는 전장관(full crown)에 비해 치질 삭제가 적고 변연의 위치를 self-cleansing area로 형성하여 보다 보존적이고 내구성있는 수복이 가능하다.
1. 커스프 캡핑의 기준 : 와동의 외형선이 주 교합구(occlusal, facial, lingual groove)로부터 교두경사면의 1/2까지 확대된 경우 잔존치질의 상태를 고려하여 커스프 캡핑 여부를 결정하고 2/3까지 확대된 경우에는 반드시 연장해야 한다. 만일 협측 또는 설측 교두의 하나만 capping하는 경우에는 삭제하지 않은 교두와의 사이에 있는 협/설구를 포함하여야 한다.
2. 리버스 베벌(Reverse bevel, counter bevel) : 협/설측 교두의 캡핑(capping)을 한 경우 법랑질 변연에 플레임 셰이프트 버(flame-shaped bur)를 이용하여 사면을 부여하는 것을 의미한다. 이 사면의 와연우각은 150°로 형성하여 금속 변연이 30°가 되도록 한다. 만일 심미적으로 문제가 되는 상악소구치 및 제1대구치의 경우 단지 둥글게 이행되도록 하여 금속의 노출을 최소로 한다.
3. 하악 제1대구치 : 하악 제1대구치의 DO 또는 MOD와동을 형성할 때 원심협측의 변연을 연장하거나 또는 capping을 하여 원심교두를 포함시킨다.
4. 상악 제1대구치 : 상악 제1대구치의 LO 또는 DOL 와동형성시 건전한 사주 융선(oblique ridge)는 보존한다. 이때 설측 원심교두는 잔존치질이 거의 없어 취약한 구조를 갖기 때문에 반드시 캡핑(capping)하여 포함시켜야 한다.

### 아말감, 복합레진, 금 인레이의 차이점[20]
| 항목/수복물    | 아말감                         | 복합 레진                            | 금 인레이                                         |
| -------------- | ------------------------------ | ------------------------------------ | ------------------------------------------------- |
| 유지력         | 첨와, 유지구, 핀               | 미세유지 구조                        | 와동벼의 마찰저항                                 |
| 첨와           | 필요함                         | 필요치 않음                          | 없어야 함                                         |
| 치질 삭제량    | 적다                           | 가장 적다                            | 비교적 많다                                       |
| 와동의 측벽    | 교합면이 좁게 또는 측벽이 평행 | 치질 보존                            | 교합면쪽이 약간 넓게                              |
| 와동바니쉬     | 필요함                         | 사용 금지                            | ZPC 합착 때에만 필요                              |
| 기저재         | ZPC, GIC, PCC                  | 필요한 경우에만 GIC                  | ZPC, GIC, PCC                                     |
| 열전도성       | 높다                           | 낮다                                 | 가장 높다                                         |
| 합착제(시멘트) | 필요없음                       | 접착제                               | 필요함                                            |
| 내원 횟수      | 1회                            | 직접법(1회내원), 간접법(2회이상내원) | 2회이상 내원                                      |
| 심미성         | 심미성 떨어짐                  | 치아색과 비슷하여 심미성 높음        | 심미성 떨어짐                                     |
| 부식성         | 부식됨                         | 부식 없음                            | 부식에 저항                                       |
| 기공 작업      | 필요 없음                      | 간접법에서만 필요                    | 필요함                                            |
| 수복과정       | 비교적 단순                    | 비교적 복잡                          | 비교적 단순                                       |
| 술식 민감도    | 적다                           | 크다                                 | 술식의 민감도가 적용되지 않는다 (기공소에서 제작) |
| 적응증         | 일반적 크기의 와동             | 심미성이 요구되는 경우               | 교합력이 집중되는 경우                            |
| 임상적 문제점  | 변색,파절,이차우식             | 술식의 까다로움                      | 기공과정의 오류,탈락                              |

### 금 합금의 종류와 용도[21]
| Type | 경도       | 금함량 백분율 | 용도                              |
| ---- | ---------- | ------------- | --------------------------------- |
| Ⅰ    | soft       | 80~95%(20K)   | Class Ⅰ,Ⅲ,Ⅴ인레이                 |
| Ⅱ    | Medium     | 73~83%(18K)   | Class Ⅱ,MOD 인레이                |
| Ⅲ    | Hard       | 71~80%(16K)   | 부분전정관, 전장관, 짧은 계속의치 |
| Ⅳ    | Extra-hard | 62~71%(14K)   | 전정관, 계속의치, 의치            |

## 참고 문헌
1. 김성교 외 공저(2018), 치과보존학, 고문사, P138-146. P139, P145
2. 치과보존학의 원리와 임상(2011), 대한나래출판사 p.152~169[22]
3. 치위생과치과재료학연구회, 최신 치과재료학, 고문사, p 157
4. 치과보존학, 이광희, 허성윤 공저, 고문사, p57~65